# 晋智瑶攻郑之战
晋智瑶攻郑之战，春秋战国之际晋国智瑶率军攻打郑国的戰爭。
弭兵之会后，晋国和郑国一直没有战争。因为晋国六卿之乱时，郑国帮助范氏、中行氏，知韩赵魏四家击败范氏、中行氏后，开始报复郑国。
前468年（周贞定王元年、晋出公七年、郑声公三十三年、齐平公十三年、鲁哀公二十七年），晋国的知伯（智瑶）率军进攻郑国，驻军桐丘（今河南省鄢陵县东）。郑国的驷弘求援于齐国。陈恒（陈成子）集合齐国阵亡将士的子弟，让他们三天内朝见齐平公。设乘车两马系五色。勉励隰地之役战死的颜涿聚之子颜晋。齐军出兵救援郑国。至留舒，离开穀地七里，穀人没有觉察。至濮地，下雨，军队不肯渡河。驷弘（子思）恐怕要来不及了。陈恒穿雨衣，站在山坡上拄戈，指挥齐军渡河。马不肯进，就推拉或用鞭子抽打。智瑶听说，不想和齐国作战，就收兵回去。他说：“我占卜过进攻郑国，没有占卜和齐国作战。”派人对陈恒说：“陈大夫家族是陈国的分支。陈国绝祀，是郑国之罪，所以寡君派我调查陈国灭亡的实情，还要询问你是否忧虑陈国。如果认为本末倒置有利，与我何干？”陈恒大怒：“经常欺压他人，没有好结果，知伯能长久吗？”
荀寅（原中行氏家主）告诉陈恒说：“晋军有人来告诉我，晋军准备出动一千辆轻车，攻打齐军营门，以图全歼。”陈恒说：“寡君命令我：‘不要追赶寡少的士卒，不要害怕众多的敌人。’敌军即使超过战车千辆，我岂敢避开？我将上报寡君。”荀寅说：“我到今天才知道为什么自己逃亡在外。君子的谋划，要考虑到开始、发展、结果，然后上报。我对三方面都不知，就要上报，不也很难吗？”
前464年（周贞定王五年、晋出公十一年、郑声公三十七年、齐平公十七年、鲁悼公四年），晋国的智瑶再次率军包围郑国，还没到达，郑国的驷弘说：“智瑶刚愎好胜，我们早向他示弱，他就会退走。”于是驻守南里，以待晋军。智瑶攻进南里，又攻打桔秩之门。郑国俘虏了酅魁垒，以卿位诱他投降。酅魁垒不答应，郑国塞住他的嘴将他杀死。晋军要攻郑国城门，知伯命令赵襄子攻进去。赵襄子说主将（智瑶）在这里。知伯说，你貌丑无勇，为什么成了赵家的继承人。赵襄子回答，因为我能忍受耻辱，也许对赵氏宗族无害吧。
智瑶用酒灌赵襄子，进行侮辱。这时齐国援军抵达，晋国再攻下郑国九个城邑之后撤军。
智瑶不肯改悔，赵襄子因此憎恨智瑶，智瑶也想灭亡赵襄子。智瑶贪婪、刚愎，所以韩、魏与赵氏合谋灭亡了他。前464年的晋郑之间的战争是《左传》记录的最后一件事，为三家灭知的伏笔。